# Mistrzostwa Europy w Łyżwiarstwie Szybkim w Wieloboju 1932
35. mistrzostwa Europy w łyżwiarstwie szybkim w wieloboju odbyły się w dniach 9–10 stycznia 1932 roku w Davos (Szwajcaria). Łyżwiarze startowali na Eisstadion po raz 7 (wcześniej w 1899, 1902, 1904, 1906, 1907 i 1929). W zawodach brali udział tylko mężczyźni. Zawodnicy startowali na czterech dystansach: 500 m, 1500 m, 5000 m i 10000 m. O tym, które miejsca zajmowali zawodnicy decydowała mniejsza liczba punktów uzyskana z czterech biegów. Do biegu na 10000 m awansowała tylko najlepsza 11 po trzech dystansach. Czwarte złoto zdobył Fin Clas Thunberg.

## Uczestnicy
W zawodach wzięło udział 14 łyżwiarzy z 6 krajów. Sklasyfikowanych zostało 10.
| Państwa biorące udział w mistrzostwach | Państwa biorące udział w mistrzostwach | Państwa biorące udział w mistrzostwach |
| -------------------------------------- | -------------------------------------- | -------------------------------------- |
| Austria                                | Finlandia                              | Holandia                               |
| Polska                                 | Niemcy                                 | Węgry                                  |

## Wyniki
- DNS – nie wystartował, DNF – nie ukończył, NC – nie zakwalifikował się, f – wywrócił się

| Pozycja | Zawodnik          | Kraj      | 500 m        | Pkt    | 5000 m       | Pkt    | 1500 m       | Pkt    | 10000 m       | Pkt    | Suma pkt. |
| ------- | ----------------- | --------- | ------------ | ------ | ------------ | ------ | ------------ | ------ | ------------- | ------ | --------- |
| 01 !    | Clas Thunberg     | Finlandia | 44.8 (1.)    | 44.800 | 8:40.9 (1.)  | 52.090 | 2:21.0 (1.)  | 47.000 | 18:58.8 (5.)  | 56.940 | 200.830   |
| 02 !    | Ossi Blomqvist    | Szwecja   | 45.6 (3.)    | 45.600 | 8:49.2 (2.)  | 52.920 | 2:22.8 (2.)  | 47.600 | 18:15.4 (1.)  | 54.770 | 200.930   |
| 03 !    | Rudolf Riedl      | Austria   | 45.0 (2.)    | 45.000 | 8:54.7 (3.)  | 53.470 | 2:27.4 (4.)  | 49.133 | 18:24.8 (3.)  | 55.240 | 202.843   |
| 4.      | Karl Leban        | Austria   | 45.7 (4.)    | 45.700 | 9:10.0 (6.)  | 55.000 | 2:23.0 (3.)  | 47.666 | 18:45.2 (4.)  | 56.250 | 204.627   |
| 5.      | Roelof Koops      | Holandia  | 50.0 (10.)   | 50.000 | 8:58.2 (5.)  | 53.820 | 2:30.6 (6.)  | 50.200 | 18:19.0 (2.)  | 54.950 | 208.970   |
| 6.      | Fritz Moser       | Austria   | 47.5 (6.)    | 47.500 | 9:13.6 (7.)  | 55.360 | 2:27.6 (5.)  | 49.200 | 19:09.2 (6.)  | 57.460 | 209.520   |
| 7.      | Wim Keetman       | Holandia  | 48.6 (8.)    | 48.600 | 9:26.8 (12.) | 56.680 | 2:35.6 (11.) | 51.866 | 20:18.0 (10.) | 60.900 | 218.047   |
| 8.      | David Barwa       | Niemcy    | 53.4 (12.)   | 53.400 | 9:16.2 (8.)  | 55.620 | 2:34.2 (10.) | 51.400 | 19:19.8 (8.)  | 57.990 | 218.410   |
| 9.      | Janusz Kalbarczyk | Polska    | 50.4 (11.)   | 50.400 | 9:25.6 (11.) | 56.560 | 2:38.7 (12.) | 52.900 | 19:32.0 (9.)  | 58.600 | 218.460   |
| 10.     | Leen van der Rult | Holandia  | 57.2 (13.)   | 57.200 | 9:16.7 (9.)  | 55.670 | 2:39.5 (13.) | 53.166 | 19:12.7 (7.)  | 57.635 | 223.672   |
| DNS     | Siem Heiden       | Holandia  | 48.4 (7.)    | 48.400 | 8:55.4 (4.)  | 53.540 | 2:31.4 (7.)  | 50.466 | DNF           | 99 !   | 152.407   |
| NC      | Klaas Schenk      | Holandia  | 47.0 (5.)    | 47.000 | 9:46.7 (13.) | 58.670 | 2:32.2 (8.)  | 50.733 | 99:59.9 !     | 99 !   | 156.403   |
| NC      | Sjef Blaisse      | Holandia  | 1:06.0 (14.) | 66.000 | 9:25.3 (10.) | 56.530 | 2:33.4 (9.)  | 51.133 | 99:59.9 !     | 99 !   | 174.263   |
| DNS     | Zoltán Eötvös     | Węgry     | 48.6 (8.)    | 48.600 | DNS          | 99 !   | 9:59.9 !     | 99 !   | 99:59.9 !     | 99 !   | 48.600    |